# Élection présidentielle népalaise de 2018
Une élection présidentielle se tient au scrutin indirect au Népal le 13 mars 2018, le président de la République étant élu par un collège d'électeurs. L'élection du vice-président a lieu six jours plus tard,. Ce scrutin marque la fin d'une décennie de transition post-révolutionnaire. La présidente sortante Bidya Devi Bhandari, membre du Parti communiste marxiste-léniniste unifié et grande favorite du scrutin, est réélue au premier tour.

## Contexte
Depuis la révolution ayant mené  à l'abolition de la monarchie le 28 mai 2008 et à la fin de la rébellion maoïste, le pays poursuit une longue transition politique qui aboutit dix ans plus tard à l’avènement de la première république fédérale népalaise.

### Assemblées constituantes

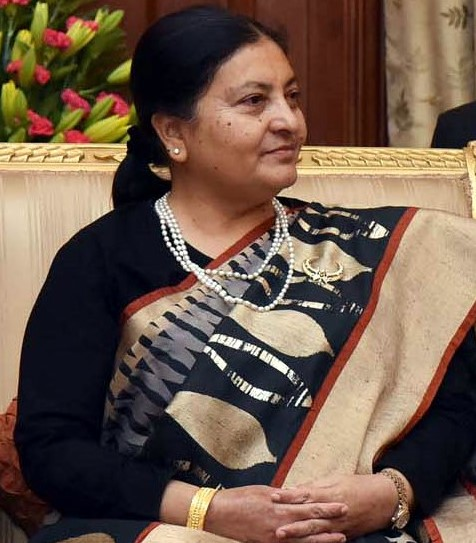
Bidya Devi Bhandari

Pour cela, une première assemblée constituante est élue en 2008. Trois partis dominent alors l'assemblée, le Parti communiste maoïste (PCM, extrême gauche), le Congrès népalais (CN, centre gauche) et le Parti communiste marxiste-léniniste unifié (PCM-LU, centre gauche, malgré son nom), tandis qu'une myriade de petits partis représentant notamment des minorités ethniques se partagent le reste des sièges. Le premier président de la République de l'histoire du Népal, Ram Baran Yadav, est alors élu par la Constituante au scrutin indirect le 19 juillet 2008 pour assurer la transition.
Incapables de s'accorder sur une constitution, les partis finissent par constater l'échec de la première Constituante, et une seconde est à son tour élue en 2013. Les rapports de force y sont alors modifiés, avec l'arrivée en tête du Congrès népalais, mais le blocage institutionnel persiste faute d'une majorité nette, d'intérêts électoraux divergents et de désaccords quant à la nature de l'État et des futures institutions.
Secoués par l'importance de la crise humanitaire liée aux tremblements de terre de 2015, les membres de la seconde Constituante s'accordent finalement sur une nouvelle constitution qui est promulguée le 20 septembre 2015. Celle-ci instaure un État démocratique républicain, fédéral, laïque, d'orientation socialiste et doté d'un régime parlementaire. Dans la foulée, la Constituante élit le 28 octobre suivant un nouveau chef de l'État, la candidate du Parti communiste marxiste-léniniste unifié, Bidya Devi Bhandari, qui devient la première femme présidente de la République et se voit chargée d'assurer la transition jusqu'à la mise en place définitive des institutions.

### Mise en place des institutions
Conformément à la constitution nouvellement en vigueur, les différents échelons administratifs ainsi qu'un Parlement bicaméral sont mis en place tout au long de l'année 2017 jusqu'à début 2018. Des municipales ont lieu en plusieurs fois de mai a septembre 2017, puis des provinciales en deux temps les 26 novembre et 7 décembre 2017, le pays étant désormais composés de sept provinces dont les noms et capitales sont alors encore à définir. Simultanément aux provinciales se tiennent les élections des 275 députés de la Chambre des représentants, chambre basse du parlement et organe central au sein du système parlementaire népalais. Formant une Coalition de gauche, le PCM-LU et le PCM remportent la majorité absolue avec respectivement 121 et 53 sièges. Leurs dirigeants s'accordent sur la formalisation de leur alliance via la fusion prochaine des deux partis en un seul Parti communiste.
Le 7 février, la chambre haute, dite Assemblée nationale, est élue au scrutin indirect par un collège d'élus municipaux et provinciaux. Le scrutin est également remporté par la coalition de gauche, qui transforme ainsi les victoires obtenues au niveau local et provincial l'année précédente.
Khadga Prasad Oli (PCM-LU) devient Premier ministre le 15 février 2018. Il fixe immédiatement au 5 mars la tenue de l'élection du nouveau président de la République, par la suite repoussée au 13, et au 16 mars celle du vice-président, repoussée au 20; ces scrutins devant ainsi achever la décennie de transition post révolutionnaire.

## Mode de scrutin
Le président de la République est élu au scrutin indirect majoritaire à trois tours par un collège électoral composé des membres des deux chambres du parlement fédéral — la Chambre des représentants et l'Assemblée nationale — et de ceux des 7 assemblées provinciales. La durée de son mandat est de cinq ans, renouvelable une seule fois. Son rôle est essentiellement représentatif. Un vice-président, élu par le collège dans la semaine suivant l'élection du président selon la même procédure, assure ses fonctions en son absence. Il ne peut être à la fois du même sexe et de la même communauté que le président.
Le collège électoral est composé de 884 grands électeurs, la Chambre des représentants, l'Assemblée nationale ainsi que les 7 assemblées provinciales étant respectivement dotées au total de 275, 59 et 550 membres. Les votes des différents membres n'ont cependant pas tous le même « poids » en voix, fixé par une loi électorale. Ce poids est calculé en fonction de la population totale du pays au dernier recensement, divisée par le total de membres des assemblées provinciales et arrondis à l'unité supérieure, ce qui donne le poids des votes des parlementaires provinciaux. Ce poids est ensuite multiplié par 1,64 et arrondis à l'unité supérieure pour donner le poids des votes des membres du parlement fédéral. Les poids sont ainsi respectivement de 48 et 79 voix en 2018,.
Est élu au premier tour le candidat qui reçoit la majorité absolue de l'ensemble des voix du collège. À défaut, un second tour est organisé entre les deux candidats arrivés en tête au premier tour, avec la même majorité à atteindre. Comme cette dernière est fixé sur le total des voix des membres du collèges et non sur la base des voix valides, il est possible du fait de l'abstention et des votes blancs et nuls qu'aucun candidat n'atteigne la majorité nécessaire, même au second tour. Dans ce cas de figure, un troisième tour est organisé, pour lequel est élu le candidat qui obtient la majorité absolue des voix valides.
Les candidats à la présidence et à la vice-présidence doivent être âgés d'au moins quarante-cinq ans, être citoyens népalais de naissance, et recevoir le soutien de cinq membres du collège électoral pour proposer leur candidature, puis recevoir pour celle-ci le soutien de cinq autres membres,.

## Candidats
La Commission électorale népalaise fixe au 7 mars la date limite des candidatures, ainsi qu'un plafond de 400 000 roupies pour les dépenses de campagne de chaque candidat.
La présidente sortante Bidya Devi Bhandari, membre du Parti communiste marxiste-léniniste unifié, annonce courant mars vouloir solliciter un second mandat. Un autre cadre du parti, Jhalnath Khanal, se porte néanmoins candidat, dans un contexte de tensions quant à la répartition des postes au sein de la future fusion du parti avec le Parti communiste maoiste. Le parti se réunit en congrès le 6 mars pour décider entre leurs candidatures. Grâce au soutien du Premier ministre KP Oli, et malgré des dissensions internes, Bidya Devi Bhandari reçoit l'investiture et dépose officiellement sa candidature le lendemain,,.
Kumari Laxmi Rai dépose sa candidature en tant que candidate du Congrès népalais. L'alliance de gauche détenant une majorité des deux tiers au parlement, ainsi que la majorité absolue dans six des sept provinces népalaises, la victoire de Bidya Devi Bhandari est considérée comme acquise.

## Résultats
| Candidat                 | Candidat                 | Parti                    | Vote    | Vote       | Vote  | Total des voix | %     |
| Candidat                 | Candidat                 | Parti                    | Fédéral | Provincial | Total | Total des voix | %     |
| ------------------------ | ------------------------ | ------------------------ | ------- | ---------- | ----- | -------------- | ----- |
|                          | Bidya Devi Bhandari      | PCM-LU                   | 245     | 415        | 660   | 39 275         | 77,00 |
|                          | Kumari Laxmi Rai         | CN                       | 78      | 116        | 194   | 11 730         | 23,00 |
|                          |                          |                          |         |            |       |                |       |
| Votes valides            | Votes valides            | Votes valides            | 323     | 531        | 854   | 51 005         | 99,07 |
| Votes blancs             | Votes blancs             | Votes blancs             | 3       | 5          | 8     | 477            | 0,93  |
| Total                    | Total                    | Total                    | 326     | 536        | 862   | 51 482         | 100   |
| Abstentions              | Abstentions              | Abstentions              | 5       | 13         | 18    | 1019           | 2,05  |
| Inscrits / participation | Inscrits / participation | Inscrits / participation | 331     | 549        | 880   | 52 501         | 97,95 |
| Non inscrits             | Non inscrits             | Non inscrits             | 3       | 1          | 4     | 285            | –     |

## Suites
Bhandari prête serment deux jours plus tard devant le président du conseil de justice, Gopal Parajuli. La légalité de sa prise de serment est cependant immédiatement remise en cause, Parajuli ayant été révoqué le jour même de ses fonctions par le conseil, mais sans avoir encore reçu la lettre officielle de la décision au moment de l'assermentation. Les chaines de télévision népalaises prévenues dans l'après-midi faisaient ainsi défiler l'information de son départ alors même que la prestation de serment était retransmise en direct.
Bhandari reçoit les félicitations du président indien Ram Nath Kovind le jour même.

### Élection vice-présidentielle
Le 19 mars, la commission électorale népalaise annonce la réélection du vice-président sortant Nanda Kishor Pun, du même parti que la présidente. La date, initialement prévue pour le 23 mars, avait été avancée du fait de l'absence de candidature concurrente, rendant un vote inutile.